# LG G8 ThinQ
LG G8 ThinQ(LG G8 씽큐)는 LG전자가 설계하고 제조한 안드로이드 스마트폰이며, LG G 시리즈의 8번째 모델이자 2019년형 모델이다. 2019년 2월 25일, 스페인 바르셀로나에서 개최된 MWC 2019에서 LG 프리미어 MWC 2019 행사를 통해 LG V50 ThinQ와 함께 공개되었다. 2019년 3월 22일, 대한민국 시장을 시작으로 순차적으로 해외 시장에 출시되었다. 전면 디스플레이의 노치 부분에 ToF 센서를 탑재하여 모션 인식 기능과 세계 최초로 정맥 인식 기능을 탑재했다. LG전자는 LG G8 ThinQ의 출시를 시작으로 2019년부터 LG G 시리즈는 4G LTE 스마트폰 전용 라인업이 될 것이라고 밝혔다. 2020년, LG전자의 새로운 브랜드 개편 전략에 따라 LG G 시리즈가 8년만에 막을 내리게 되면서 LG G8 ThinQ는 LG G 시리즈의 마지막 본가 모델이 되었다.

## 운영 체제 / 소프트웨어 업데이트 내역

### 안드로이드 9.0 파이
LG G8 ThinQ는 안드로이드 9.0 파이를 기본으로 탑재하고 출시되었다. 소프트웨어는 LG UX 8.0이 적용되었다.

### 안드로이드 10
2019년 10월 15일 LG전자는 LG V50 ThinQ와 함께 LG G8 ThinQ의 안드로이드 10 업데이트를 진행하였다. 또한 소프트웨어도 LG UX의 신버전인 9.0으로 업그레이드되었다.

## 기능

### 사운드스플레이

#### 크리스탈 사운드 올레드
LG G8 ThinQ는 LG G 시리즈 최초로 OLED 디스플레이를 탑재했으며 전면의 수화부를 없애고 올레드 패널 아래에 내장시킨 크리스탈 사운드 올레드, 일명 CSO(Crystal Sound OLED)를 탑재했다.

### 기타
전작인 LG G7 ThinQ에 이어서 일체형 배터리가 적용되었다.1.5m 수심에서 30분까지 작동할 수 있는 IP68 등급의 방수방진이 채택되었다. LG V50 ThinQ와 마찬가지로 미군에서 진행하는 내구성 테스트인 MIL-STD 810G 통과 인증을 받았다. Qi 표준 무선 충전을 지원한다. 퀄컴 사의 퀵차지 4.0을 적용해 고속 충전도 지원한다.

#### LG 페이
LG 페이는 2017년 6월 1일부터 추가된 LG전자의 모바일 결제 서비스이다. 2019년, LG G8 ThinQ를 기점으로 북미 시장에 상륙했다. 경쟁 중인 서비스는 애플 페이와 삼성 페이이며, 결제 방식으로는 NFC (근거리 무선 통신)와 MST (마그네틱 보안전송) 방식을 지원한다.

#### 생체인식
LG G8 ThinQ는 세계 최초로 스마트폰 정맥인식 기능을 탑재했다. G8은 전면 디스플레이의 노치 부분에 탑재된 인피니언 사의 ToF 센서를 이용해 손의 정맥을 인식할 수 있다. 거기에 ToF 센서로 물체의 고도와 거리를 미세하게 측정할 수 있기 때문에 3D 얼굴인식도 지원한다. 그리고 전작들이 지원하는 패턴, 노크온, 에이리어 타입 지문인식을 모두 지원한다. 다만 LG전자 측에서는 전작들과 마찬가지로 보안이 취약할 수 있기 때문에 패턴, 노크온, 지문인식을 사용하길 권장했다.

## 색상
- 뉴 오로라 블랙
- 뉴 모로칸 블루
- 카민 레드
- 그라데이션 레드 (한정판)[13]

## 변형 기종
- LG G8S ThinQ: LG G8 ThinQ의 유럽 시장 전용 변형 모델이다. LG G8 ThinQ와 구성 요소가 일부 다르다.
- LG G8X ThinQ: 국내에서 LG V50S ThinQ로 출시되었지만 유럽, 북미 등의 해외 시장에서는 LG G 시리즈로 편입되어 출시되었다. G 시리즈 최초로 LG 듀얼스크린을 지원하는 것이 특징이다.

## 같이 보기
- LG G 시리즈
- LG G7 ThinQ
- LG V50 ThinQ
- LG G8X ThinQ

## 경쟁 기종
- 삼성 갤럭시 S10e
- 삼성 갤럭시 S10
- 삼성 갤럭시 S10+
- 아이폰 11